# Trì Châu
Trì Châu (tiếng Trung: 池州; bính âm: Chízhōu) là một thành phố địa cấp thị ở tỉnh An Huy Trung Quốc. Trì Châu giáp An Khánh (安庆) về phía tây bắc, Đồng Lăng (銅陵) và Vu Hồ (芜湖) về phía đông bắc, Tuyên Thành về hướng đông, Hoàng Sơn về hướng đông nam, và tỉnh Giang Tây về phía tây bắc.

## Các đơn vị hành chính
Địa cấp thị Trì Châu có 4 đơn vị cấp huyện, bao gồm 1 quận và 3 huyện.
- Quận: Quý Trì (贵池区)
- Huyện: Đông Chí (东至县), Thạch Đài (石台县), Thanh Dương (青阳县).